# Дайлинген
Дайлинген (на немски: Deilingen) е община в Баден-Вюртемберг, Германия, с 1722 жители (2015).
Дайлинген е споменат за пръв път в документ през 786 г.